# Ԅ
Ԅ (minuskule: ԅ) je v současné době již nepoužívané písmeno cyrilice. Bylo používáno mezi roky 1920 a 1930 pro zápis jazyka komi (Molodcovova azbuka) a dále pro zápis Mordvinských jazyků. Výslovnost písmena přibližně odpovídá výslovnosti písmena ź (patalizované z) v polštině.